# Juliana Lima
Juliana Lima (Belo Horizonte, 15 de março de 1982) é uma lutadora de MMA brasileira que compete no Ultimate Fighting Championship.

## Carreira
Juliana estreou no MMA profissional em 2010, fazendo sua primeira luta contra Aline Serio pelo Brasil Fight 3 - Minas Gerais vs. São Paulo.
No dia 5 de abril de 2013, ela fez seu primeiro confronto internacional contra a finlandesa Katja Kankaanpää, durante o Invicta FC 5. Com decisão unânime, os juizes deram a vitória à finlandesa e Juliana teve sua invencibilidade quebrada.

### UFC
No dia 26 de julho de 2014 no UFC on Fox: Lawler vs. Brown, Thai fez sua estreia no Ultimate Fighting Championship contra a polonesa Joanna Jędrzejczyk e foi derrotada por decisão unânime. Na ocasião, não havia conseguido bater o peso de sua categoria.
Em 9 de novembro de 2014, Juliana conquistou a primeira vitória no UFC sobre a americana Nina Ansaroff na abertura do UFC Fight Night: Shogun vs. St. Preux. O evento foi realizado no Ginásio Sabiazinho, em Uberlândia. O duelo foi bastante equilibrado, mas Ju Thai conseguiu o resultado positivo por decisão unânime dos juízes (triplo 29 a 28).
Lima enfrentaria Jessica Penne em 30 de maio de 2015 no UFC Fight Night: Condit vs. Alves. No entanto, Penne foi movida para uma luta pelo título e foi substituída por Ericka Almeida. Lima venceu por decisão unânime.
Lima enfrentou Carla Esparza em 23 de abril de 2016 no UFC 197. Juliana foi derrotada por decisão unânime.
No UFC Fight Night: Lewis vs. Abdurakhimov, Juliana voltou a vencer. Ela derrotou a lutadora norte-americana JJ Aldrich por decisão unânime.
Em suas duas lutas seguintes, Juliana foi derrotada. Na primeira, foi finalizada com um mata-leão por Tecia Torres no segundo assalto, em seguida perdeu para Randa Markos por decisão unânime.
Migrou para o Invicta FC, onde lutou no evento Invicta FC: Phoenix Series contra Danielle Taylor, no dia 03 de Maio de 2019 em Kansas City, vencendo por decisão dividida, no mesmo evento lutou contra Brianna Van Buren, perdendo por decisão unânime.
No dia 02 de Julho de 2020, em Kansas City, fez a luta principal do evento Invicta FC 40: Ducote vs Lima, enfrentado Emily Ducote, perdendo por decisão unânime.

## Cartel no MMA
| Cartel no MMA   |             |            |
| 17 lutas        | 10 vitórias | 7 derrotas |
| Por nocaute     | 2           | 0          |
| Por finalização | 0           | 1          |
| Por decisão     | 8           | 6          |

| Res.    | Cartel | Oponente               | Método                  | Evento                                             | Data       | Round | Tempo | Local                        | Notas           |
| ------- | ------ | ---------------------- | ----------------------- | -------------------------------------------------- | ---------- | ----- | ----- | ---------------------------- | --------------- |
| Derrota | 10-7   | Emily Ducote           | Decisão (Unânime)       | Invicta FC 40: Ducote vs Lima                      | 02/07/2020 | 3     | 5:00  | Kansas City, Kansas          |                 |
| Derrota | 10-6   | Brianna Van Buren      | Decisão (Unânime)       | Invicta FC: Phoenix Series 1                       | 03/05/2019 | 3     | 5:00  | Kansas City, Kansas          |                 |
| Vitória | 10-5   | Danielle Taylor        | Decisão (Dividida)      | Invicta FC: Phoenix Series 1                       | 03/05/2019 | 3     | 5:00  | Kansas City, Kansas          |                 |
| Derrota | 9-5    | Randa Markos           | Decisão (unânime)       | UFC on Fox: Jacaré vs. Brunson II                  | 27/01/2018 | 3     | 5:00  | Charlotte, Carolina do Norte |                 |
| Derrota | 9-4    | Tecia Torres           | Finalização (mata-leão) | The Ultimate Fighter: Redemption Finale            | 07/07/2017 | 2     | 0:53  | Las Vegas, Nevada            |                 |
| Vitória | 9-3    | JJ Aldrich             | Decisão (unânime)       | UFC Fight Night: Lewis vs. Abdurakhimov            | 09/12/2016 | 3     | 5:00  | Albany, Nova York            |                 |
| Derrota | 8-3    | Carla Esparza          | Decisão (unânime)       | UFC 197: Jones vs. St. Preux                       | 23/04/2016 | 3     | 5:00  | Las Vegas, Nevada            |                 |
| Vitória | 8-2    | Ericka Almeida         | Decisão (unânime)       | UFC Fight Night: Condit vs. Alves                  | 30/05/2015 | 3     | 5:00  | Goiânia                      |                 |
| Vitória | 7-2    | Nina Ansaroff          | Decisão (unânime)       | UFC Fight Night: Shogun vs. St. Preux              | 08/11/2014 | 3     | 5:00  | Uberlândia                   |                 |
| Derrota | 6-2    | Joanna Jędrzejczyk     | Decisão (unânime)       | UFC on Fox: Lawler vs. Brown                       | 26/07/2014 | 3     | 5:00  | San Jose, California         | Estréia no UFC. |
| Vitória | 6-1    | Liliani Trolezi        | Nocaute Técnico (socos) | Brasil Fight 7 - Minas Gerais vs. Distrito Federal | 11/10/2011 | 1     | 1:08  | Divinópolis                  |                 |
| Derrota | 5-1    | Katja Kankaanpää       | Decisão (unânime)       | Invicta FC 5 - Penne vs. Waterson                  | 05/04/2013 | 1     | 5:00  | Kansas City, Missouri        |                 |
| Vitória | 5-0    | Aline Nery             | Decisão (unânime)       | Brasil Fight 6 - Brazil vs. USA                    | 21/09/2013 | 3     | 5:00  | Belo Horizonte               |                 |
| Vitória | 4-0    | Patricia de Farias     | Nocaute Técnico (socos) | SFL - Super Fight Lafaiete                         | 01/09/2012 | 1     | 3:41  | Belo Horizonte               |                 |
| Vitória | 3-0    | Kinberly Tanaka Novaes | Decisão (unânime)       | Brasil Fight 5 - Back to Fight                     | 21/09/2011 | 1     | 5:00  | Belo Horizonte               |                 |
| Vitória | 2-0    | Dayana Silva           | Decisão (unânime)       | Brasil Fight 4 - The VIP Night                     | 23/04/2011 | 3     | 5:00  | Nova Lima                    |                 |
| Vitória | 1-0    | Aline Serio            | Decisão (dividida)      | Brasil Fight 3 - Minas Gerais vs. São Paulo        | 27/11/2010 | 3     | 5:00  | Belo Horizonte               |                 |